# Josep Costa i Faura
Josep Costa i Faura (Barcelona, 1 de novembre de 1894 - Madrid, 12 de febrer de 1968) fou un futbolista català de la dècada de 1910.

## Trajectòria
Defensà els colors del FC Barcelona entre 1912 i 1919. Començà jugant de centrecampista i posteriorment esdevingué defensa, formant una brillant línia amb el porter Lluís Bru i Eduard Reguera. Participà en la consecució de dos Campionats de Catalunya, les temporades 1915-16 i 1918-19. Disputà quatre partits i marcà un gol amb la selecció de Catalunya.

## Palmarès
- Campionat de Catalunya de futbol:
  - 1915-16, 1918-19